# Диценроде-Ватероде
Диценроде-Ватероде (њем. Dietzenrode-Vatterode) општина је у њемачкој савезној држави Тирингија. Једно је од 89 општинских средишта округа Ајхсфелд. Према процјени из 2010. у општини је живјело 130 становника. Посједује регионалну шифру (AGS) 16061024.

## Географски и демографски подаци
Диценроде-Ватероде се налази у савезној држави Тирингија у округу Ајхсфелд. Општина се налази на надморској висини од 230 метара. Површина општине износи 5,8 km². У самом мјесту је, према процјени из 2010. године, живјело 130 становника. Просјечна густина становништва износи 23 становника/km².